# Nick Frost
Nicholas John Frost (Dagenham, Londres; 28 de marzo de 1972), es un actor, comediante, guionista, productor y escritor británico, conocido principalmente por su colaboración creativa con Simon Pegg y el director Edgar Wright en la denominada Trilogía del Cornetto, compuesta por las películas Shaun of the Dead (2004), Hot Fuzz (2007) y The World's End (2013).
Frost ha trabajado extensamente tanto en cine como en televisión, destacando también en producciones como Paul (2011), Cuban Fury (2014), Fighting with My Family (2019), y en series como Spaced, Hyperdrive, Into the Badlands, Sick Note y Truth Seekers, esta última como cocreador y protagonista.
Reconocido por su estilo cómico y carisma, ha prestado su voz en diversas películas animadas como Ice Age: Continental Drift, The Boxtrolls y How to Train Your Dragon (2025). A lo largo de su carrera, ha desempeñado roles como guionista, productor y actor de doblaje, consolidándose como una figura versátil del entretenimiento británico contemporáneo.

## Filmografía

### Cine
| Año  | Título                                             | Papel                  | Tipo             |
| ---- | -------------------------------------------------- | ---------------------- | ---------------- |
| 1996 | Jim's Gift                                         | Wally                  | Telefilme        |
| 2004 | Shaun of the Dead                                  | Ed                     | Cine             |
| 2005 | Kinky Boots                                        | Don                    | Cine             |
| 2006 | Penelope                                           | Max                    | Cine             |
| 2007 | Hot Fuzz                                           | PC Danny Butterman     | Cine             |
| 2008 | Wild Child                                         | Sr. Christopher        | Cine             |
| 2009 | The Boat That Rocked (aka Pirate Radio)            | Doctor Dave            | Cine             |
| 2011 | Paul                                               | Clive Gollings         | Cine             |
| 2011 | The Adventures of Tintin: El secreto del Unicornio | Thomson                | Cine (voz)       |
| 2011 | Attack the Block                                   | Roy                    | Cine             |
| 2012 | Snow White and the Huntsman                        | Nion                   | Cine             |
| 2012 | Ice Age: Continental Drift                         | Flynn (voz)            | Cine (animación) |
| 2013 | The World's End                                    | Andy Knight            | Cine             |
| 2014 | Cuban Fury                                         | Bruce Garrett          | Cine             |
| 2014 | The Boxtrolls                                      | Mr. Trout (voz)        | Cine (animación) |
| 2015 | Unfinished Business                                | Bill Whilmsley         | Cine             |
| 2016 | The Huntsman: Winter's War                         | Nion                   | Cine             |
| 2018 | Tomb Raider                                        | Max                    | Cine             |
| 2018 | Slaughterhouse Rulez                               | Woody                  | Cine             |
| 2019 | Horrible Histories: The Movie – Rotten Romans      | Arghus                 | Cine             |
| 2019 | Fighting with My Family                            | Ricky Knight           | Cine             |
| 2024 | Get Away                                           | Protagonista           | Cine             |
| 2025 | How to Train Your Dragon                           | Gobber the Belch (voz) | Cine (animación) |

### Series
| Año        | Título                   | Episodios | Papel                          | Tipo                                              |
| ---------- | ------------------------ | --------- | ------------------------------ | ------------------------------------------------- |
| 1998       | Big Train                | 2         | Construction Worker / Engineer | Actor invitado                                    |
| 1999–2001  | Spaced                   | 14        | Mike Watt                      | Protagonista                                      |
| 2000, 2004 | Black Books              | 2         | Security System Man / Paul     | Invitado                                          |
| 2002       | Danger! 50,000 Volts!    | 4         | Él mismo                       | Presentador                                       |
| 2003       | Look Around You          | 2         | Caveman / Hot Jon              | Invitado                                          |
| 2005–2007  | Man Stroke Woman         | 12        | Varios personajes              | Recurrente                                        |
| 2005–2008  | Supernanny               | 26        | Narrador (voz)                 | Voz                                               |
| 2005       | Doctor Who               | 2         | Santa Claus                    | Invitado                                          |
| 2006–2007  | Hyperdrive               | 12        | Commander Henderson            | Protagonista                                      |
| 2010       | Money                    | 2         | John Self                      | Protagonista                                      |
| 2014       | Mr. Sloane               | 6         | Jeremy Sloane                  | Protagonista ejecutor-producción                  |
| 2015       | Into the Badlands        | 24        | Bajie                          | Recurrente/Protagonista                           |
| 2017–2018  | Sick Note                | 14        | Dr. Iain Glennis               | Protagonista                                      |
| 2018–2019  | 3Below: Tales of Arcadia | 19        | Stuart (voz)                   | Voz principal                                     |
| 2019–2021  | Why Women Kill           | 10        | Bertram Fillcot                | Recurrente                                        |
| 2020       | Truth Seekers            | 8         | Gus Roberts                    | Protagonista / codirector / guionista / productor |
| 2021–2023  | The Nevers               | 8         | Declan Orrun                   | Recurrente/protagonista                           |
| 2023       | Scott Pilgrim Takes Off  | 2         | Studio Security Guard #2 (voz) | Voz invitado                                      |
| 2024       | Star Wars: Skeleton Crew | 2         | SM‑33 (voz)                    | Voz principal                                     |
| 2025       | Transaction              | 6         | Simon                          | Protagonista                                      |
| 2027       | Harry Potter             | -         | Rubeus Hagrid                  | Protagonista                                      |